# Фарес, Анджелина
Анджелина Фарес (ивр. אנג'לינה פארס‎, араб. انجلينا فارس‎; родилась 24 марта 1989) — первая друзская модель.
При рождении получила имя Доаа Фарес (Иврит: דועאא פארס, Арабский: دعاء فارس) в деревне Рама в Израиле, старшая из 7 детей.
Пару лет спустя, семья Фарес переехала в соседнюю деревню Саджур, там они проживают по сегодняшний день.
С 6 лет Фарес занималась спортивной гимнастикой. Фарес представляла Израиль в международном конкурсе в России, и заняла 10-е место среди 80 конкурсанток.
В 2006 году Фарес участвовала в арабском конкурсе красоты «Мисс Лейлек» и заняла 6-е место.
В 2007 году Фарес решила принять участие в израильском конкурсе красоты. Согласно друзской религии, женщина не имеет права принимать участие в публичных выступлениях, связанных с демонстрацией тела. И участие Фарес в конкурсе было расценено в друзской общине как вызов.
За неделю до финала, израильская полиция арестовала пятерых жителей деревни Сажур, двое из них — братья её отца. Фарес пришлось отказаться от конкурса, так как они угрожали её убить.
Это событие было освещено СМИ Израиля, а также в зарубежной прессе. В 2007 году был снят документальный фильм о первой друзской модели.